# ボヘミアン・シェパード・ドッグ

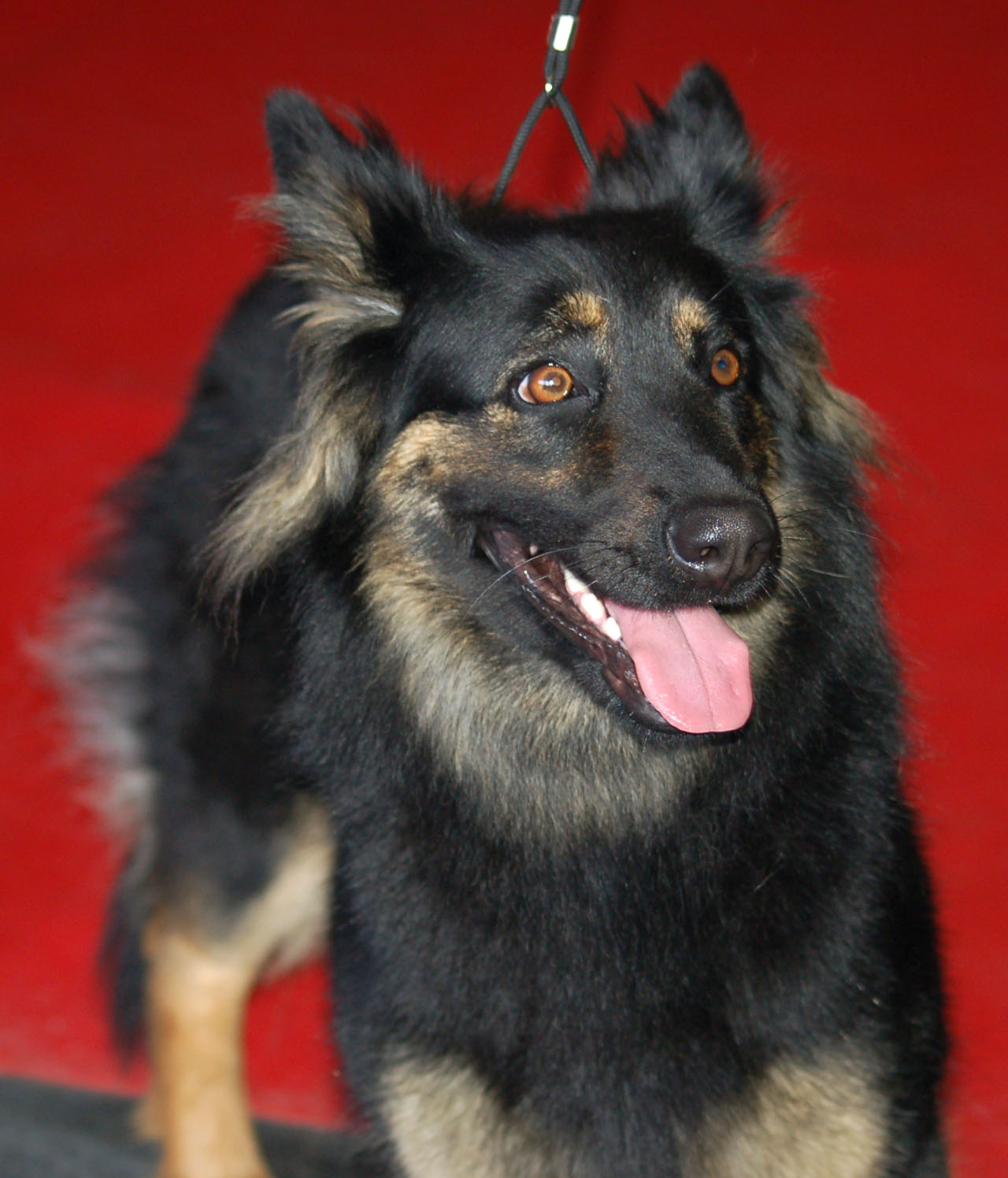
ボヘミアン･シェパード

ボヘミアン・シェパード・ドッグ（英：Bohemian Shepherd Dog）は、ボスニア・ヘルツェゴビナ、及びチェコ（旧ボヘミア王国）原産の牧羊犬種のひとつである。別名はボヘミアン・シェパード（英：Bohemian Shepheherd）、ボヘミアン・シープドッグ（英：Bohemian Sheepdog）、 チョドスキー・ペス（英：Chodsky Pes）、ホドスキー・ペス（同スペル）など。

## 歴史
先祖となった犬種、或いは本種の原型は14世紀以前から存在していたとされている。これが改良されて16世紀ごろに犬種として成立した。
主に牧羊犬として用いられ、羊の群れを誘導・管理するのに用いられた。
重要な作業犬であり親しまれていて、原産国であるボヘミア王国の崩壊による動乱や度重なる戦争や紛争を逃れ、愛好家の手によって生き延びてきた。他の作業犬種と同様に誕生してから能力を重視した繁殖が継続されてきたため、長らく確立したスタンダード（犬種基準）がなかった。このため、1984年から種の保存とFCI公認を目指した計画繁殖が行われ、詳しいスタンダードが制定された。
現在ボスニア・ヘルツェゴビナとチェコでは人気の高い犬種で、牧羊犬としてだけではなくペットやドッグスポーツ用の犬としても非常に人気が高い。又、さまざまな訓練を飲み込み学習力が高いため、原産地では警備犬や介助犬、盲導犬、聴導犬、災害救助犬、警察犬などとして多彩な活躍をしている。
原産地以外では非常に希少な存在で、FCIにもまだ公認登録は受けていない。しかし、学習能力や身体能力の高さからさまざまな国で有能な使役犬として育成できる可能性を秘めていることが注目されている。
尚、本種はジャーマン・シェパード・ドッグの作出に携わったといわれているが、正しくはその原種であるオールド・ジャーマン・シェパード・ドッグの誕生にかかわっている。　このため、現在もジャーマン・シェパード・ドッグには本種の血が流れている。

## 特徴
愛好家には性格同様、明るい顔つきをしたシェパードであると言われている。筋肉質の引き締まった体つきをしていて、マズルは短めで先がとがっている。耳は大きな三角形の立ち耳、尾はふさふさした垂れ尾。コートは柔らかく厚いロングコートで、首の周りには豊かな飾り毛（ネック・ラフ）がある。このため防寒性が高く、大切な首元を冷えから守るのに適している。毛色はブラック・アンド・タンなど。身体能力が高く、激しい運動も難なくこなすことが出来る。体高48〜56cm、体重16〜25kgの中型犬で、性格は陽気で非常に明るく、人懐こく友好的である。優しい性質で基本的に攻撃的な面はなく、家族以外の人や犬とも仲良く出来る。しつけの飲み込みと状況判断力は非常に高く、この特長はジャーマン・シェパード・ドッグに受け継がれている。学習力はそれに比べ若干劣る（ジャーマン・シェパードはこれと他の犬種を掛け合わせて学習力をより洗練させているため）が、それでも他の犬種と比べるとかなり高いといわれている。忍耐力もあり、小さな子供や犬に対しても比較的寛容である。家庭犬として飼育するのにも向いた気質であるが、もとが牧羊犬であるため運動量は非常に多いため注意が必要である。かかりやすい病気は股関節形成不全や運動のしすぎによる関節疾患などがある。